# Пеби-
пеби- (на английски: pebi, или petabinary) е двоична представка, въведена от IEC през 1996 г. Означава се с Pi и представлява бинарната стойност на десетичната представка пета (1 000 000 000 000 000, един квадрилион), т.е. 250 (1 125 899 906 842 624), или с ~12,5% по-голяма от пета.
Пример:
20 PiB = 20 × 250 байта = 22 517 998 136 852 480